# Международное энергетическое агентство
Междунаро́дное энергети́ческое аге́нтство (МЭА; англ. International Energy Agency, IEA) — автономный международный орган в рамках Организации экономического сотрудничества и развития (ОЭСР). Насчитывает более 30 полноцнных стран-участниц и более 10 ассоциированных членов. Образован в Париже в 1974 году после нефтяного кризиса 1973—1974 годов. Основная заявочная цель организации — содействие международному сотрудничеству в области совершенствования мировой структуры спроса и предложения энергоресурсов и энергетических услуг. Только государства-члены ОЭСР могут стать участниками МЭА.
Функционально МЭА выполняет роль информационного центра и консалтинговой организации, действующей в интересах правительств 29 стран-участников. МЭА не наделено директивными функциями от стран-участниц. Агентство фокусируется на энергетической безопасности, экономическом развитии и на защите окружающей среды (в том числе на борьбе с изменениями климата). МЭА также продвигает использование альтернативной энергетики, особенно возобновляемых источников, рациональных энергетических политик, международной кооперации в энергетике.
Широкую популярность имеют ежегодные общеэнергетический (англ.  World Energy Outlook, Прогноз развития мировой энергетики) и отраслевые отчёты МЭА.
Члены МЭА обязаны поддерживать запасы нефти в объеме не ниже импортируемого за 90 дней. На конец 2009 года МЭА суммарно обладали запасами в 4,3 млрд баррелей.
В 2018 году МЭА представило новый план устойчивой энергетики под названием Сценарий чистых технологий (CTS) для нефтехимической промышленности, в котором предлагался переход с угля на природный газ.
МЭА также сотрудничает со странами, не являющимися участниками агентства, в частности — с Китаем, Индией и Россией.

## История
Международное энергетическое агентство (МЭА) было создано в 1974 году после нефтяного кризиса 1973—1974 годов. Идея создания МЭА принадлежит США, которые стремились создать новую международную организацию в противовес ОПЕК.
За время существования агентство трижды вмешивалось в работу рынка нефти путём предоставления части запасов: в 1991 во время войны в Заливе; в 2005 на уровне в 2 миллиона баррелей в день в течение месяца после урагана Катрина, снизившего добычу в США, и в 2011 для компенсации снижения добычи из-за гражданской войны в Ливии.

## Членство
На январь 2017 года членами МЭА являлись 29 стран-членов Организации экономического сотрудничества и развития (ОЭСР): Австралия, Австрия, Бельгия, Великобритания, Венгрия, Германия, Греция, Дания, Ирландия, Испания, Италия, Канада, Люксембург, Нидерланды, Новая Зеландия, Норвегия, Польша, Португалия, Словакия, США, Турция, Финляндия, Франция, Чехия, Швейцария, Швеция, Эстония, Южная Корея и Япония.
Лишь шесть стран, входящих в ОЭСР, не являются участниками МЭА: Чили, Исландия, Израиль, Латвия, Мексика и Словения, Колумбия.

## Цели
Главная цель МЭА была определена при создании организации в 1974 году — это создание системы коллективной энергетической безопасности. Основным принципом системы является перераспределение между участниками организации имеющихся запасов нефти при возникновении сильных перебоев с поставками. Страны-участницы МЭА также договорились координировать и другие аспекты энергетической политики.
Основные цели и задачи МЭА сформулированы в Международной энергетической программе, в Программе долгосрочного сотрудничества, а также в документе «Общие цели», одобренном на встрече министров энергетики стран-членов МЭА в 1993 году. К компетенции МЭА относятся:
- совершенствование мировой структуры спроса и предложения в области энергетики путём содействия разработке альтернативных источников энергии и повышения эффективности её использования;
- укрепление и совершенствование системы борьбы с перебоями в снабжении энергией;
- обработка текущей информации, касающейся состояния международного нефтяного рынка и источников энергии;
- содействие сочетанию экологической и энергетической политики;
- рассмотрение энергетических проблем в глобальном контексте через сотрудничество со странами, не входящими в Агентство, и с международными организациями.

## Деятельность
В МЭА действует система «взвешенных» голосов при принятии решений. Решения, требующие от членов организации принятия новых обязательств, о которых не упоминается в Соглашении о международной энергетической программе, принимаются единогласно. В остальных случаях действуют принципы большинства голосов или «особого большинства». Для большинства необходимо набрать 60 % «комбинированных» голосов (совокупность «базовых голосов» и «голосов за нефтепотребление» и 50 % «базовых голосов». «Базовые голоса» — это 3 голоса на делегацию от одной страны-члена МЭА. Голоса «за нефтепотребление» рассчитаны исходя из объёмов потребляемой нефти. Таким образом, США получает большинство голосов. Поскольку является самым крупным потребителем нефти в мире. В МЭА также существует процедура принятия решений «особым большинством». Принятие решений особым большинством происходит по вопросам, связанным с определёнными статьями и параграфами Соглашения о международной энергетической программе.
Высшим органом МЭА по сути является министерская встреча совета управляющих. В МЭА существует также должность исполнительного директора, действует ряд постоянных групп и специальных комитетов.
В соответствии с Соглашением о международной энергетической программе, каждая страна-член МЭА обязана иметь запасы нефти, соответствующие не менее 90 дням её чистого импорта, ограничивать потребности и делиться нефтью с другими членами МЭА. Система по перераспределению нефти приводится в действие, если в одной или нескольких странах-членах нехватка нефти превышает 7 % от обычного потребления. Помимо этого предусматривается сокращение потребления нефти странами-членами МЭА и использование рационального планирования. Данная система прошла успешное испытание во время войны в Персидском заливе, инициированной Ираком против Кувейта.
Особое значение МЭА уделяет также диверсификации источников энергии и повышению энергетической эффективности в рамках Программы долгосрочного сотрудничества, принятой в 1976 году. МЭА также активно участвует в подготовке и проведении встречи в рамках «Большой Семёрки» и других мероприятий, на которых обсуждаются вопросы глобальной энергетической безопасности.
С 1 сентября 2015 года исполнительным директором МЭА является гражданин Турции доктор Фатих Бироль, ранее занимавший должность главного экономиста МЭА.

## Прогнозы МЭА
МЭА повысила прогноз потребления нефти на 2012 год, на 1,6 % до 89,84 млн баррелей в день.
По прогнозу МЭА, для достижения нулевого суммарного выброса углекислого газа к 2050 г. с целью предотвращения потепления на Земле более чем на 1,5 градуса по Цельсию, две трети всей энергии и 90% электроэнергии на планете будет производить зелёная энергетика. К 2030 году развитие зеленой энергетики позволит создать 14 миллионов новых рабочих мест.

## Критика
В британской газете The Guardian сообщалось, что отчет МЭА 2009 World Energy Outlook намерено занижает риски пика нефти под давлением США, несмотря на то, что мир, вероятно, уже вошел в область пика добычи нефти.
Группа ученых из Уппсальского университета (Швеция) после изучения отчета 2008 World Energy Outlook пришла к выводу, что прогнозы МЭА являются завышенными и недостижимыми. По их научным оценкам, в 2030 году производство не превысит 75 млн баррелей в день, тогда как МЭА прогнозирует 105 миллионов баррелей в день. Ведущий автор группы, Dr. Kjell Aleklett, заявил, что отчеты МЭА в первую очередь являются «политическими документами».
В 2018 году МЭА представило новый план устойчивой энергетики под названием «Сценарий чистых технологий» (CTS) для нефтехимической промышленности, в котором предлагался переход с угля на природный газ. 
Организация Global Witness в статье Heads in the Sand сообщила, что согласно её анализу, прогнозы МЭА сверхоптимистичны и могут вводить в заблуждение о потенциальных уровнях нефтедобычи в будущем.